# Efferia imbuda
Efferia imbuda este o specie de muște din genul Efferia, familia Asilidae. A fost descrisă pentru prima dată de Mary Katherine Curran în anul 1934. Conform Catalogue of Life specia Efferia imbuda nu are subspecii cunoscute.